# Discographie de Kelly Clarkson
La discographie de Kelly Clarkson, une chanteuse pop rock américaine, se constitue de huit albums studio, une extended play, deux albums vidéo, trente-deux singles, trois collaborations et vingt clips vidéo.
Au cours de sa carrière, Clarkson a vendu un total de 36 millions de singles et 23 millions d'albums à travers le monde, dont 11.646 millions d'albums et 24.1 millions de singles écoulés aux États-Unis en juillet 2012.
En 2002, la chanteuse signe un contrat avec RCA Records d'une valeur d'un million de dollars lui permettant ainsi d'enregistrer deux albums avec le label. Son premier album, Thankful, est lancé en 2003 et se classe en tête du Billboard 200 aux États-Unis lors de sa sortie, se vendant ainsi à plus de 2 millions d'exemplaires dans le pays et 4.5 millions de copies à l'échelle mondiale à ce jour. Dans la foulée de ce succès, RCA commercialise le second album de l'artiste en 2004. Ce dernier, intitulé Breakaway devient le plus gros succès de la carrière de Clarkson, certifié six fois disque de platine dans son pays natal et vendu à plus de 12 millions d'exemplaires dans le monde entier,. Grâce à une notoriété devenue mondiale, le contrat de la chanteuse est renouvelé pour six nouveaux albums en 2005 sous le label de RCA. En 2007, son troisième album, My December voit le jour, créant à sa sortie un conflit avec le label. Malgré avoir été certifié disque platine aux États-Unis, l'opus ne parvient pas à égaler les ventes de son prédécesseur à cause d'une promotion très mitigée de RCA et des critiques n'approuvant pas le tournant de la carrière musicale de Clarkson. 
Deux ans plus tard, Kelly lance son quatrième album, All I Ever Wanted. Ce dernier, bien accueilli par les critiques et par son label, fait preuve d'une progression commerciale par rapport à l'album précédent de la chanteuse, se plaçant en tête des charts américains pour deux semaines consécutives à sa sortie. Cependant, l'opus n'y a toujours pas été certifié, alors qu'il est récompensé par une certification disque de platine au Canada, en Australie et en Corée du Sud ainsi que d'une certification or au Royaume-Uni,,.
En 2011, Kelly commercialise son cinquième album, nommé Stronger.
Au cours de sa carrière, dix titres de Clarkson se sont hissés dans le top 10 du Billboard Hot 100 aux États-Unis, avec un total de trois singles en tête du classement américain. Deux d'entre eux ont d'ailleurs établit le record du plus grand bond vers le sommet du classement, avec "A Moment Like This" en 2002 et "My Life Would Suck Without You" en 2009, record toujours maintenu par ce dernier titre. "My Life Would Suck Without You" est la meilleure vente de la chanteuse dans son pays natal, ainsi qu'au Canada et au Royaume-Uni. Cependant, ses singles Since U Been Gone en 2004 et Because of You en 2005 demeurent ses plus gros succès à l'échelle mondiale, l'un restant dans les charts pour plus de 5 ans, l'autre se vendant à plus de 7 millions d'exemplaires à travers le monde. En 2012, son single "Stronger" devient le plus gros succès de Clarkson à l'international, se classant dans le top 20 de plus de 15 pays différents. En France, seuls Because of You et "Stronger (What Doesn't Kill You)" ont réussi à se faire une place dans les charts du pays. Le premier se positionnant en 13e position des meilleures ventes de singles en 2006, permettant ainsi à l'album Breakaway de se placer également dans les charts français à la 20e place du top album. Le second, "Stronger", entre en 187e du top en février 2012 pour atteindre la 20e position. En 2011, sa collaboration avec Jason Aldean nommée "Don't You Wanna Stay" est le duo country le plus téléchargé dans l'histoire de la musique aux États-Unis.

## Albums

### Albums Studio

#### Années 2000
| Thankful                                                                | - Sortie: 15 avril 2003 - Label(s): RCA, 19 Entertainement - Formats: CD, Téléchargement               | 1 | 33 | — | 5 | — | 46 | 83 | — | — | 41 | - R-U: Or      | - Monde: 4 500 000  |
| Breakaway                                                               | - Sortie: 30 novembre 2004 - Label(s): RCA, 19 Entertainement, S Records - Formats: CD, Téléchargement | 3 | 2  | 3 | 6 | 4 | 1  | 1  | 5 | 2 | 3  | - SUI: Platine | - Monde: 13 000 000 |
| My December                                                             | - Sortie: 22 juin 2007 - Label(s): RCA, 19 Entertainement - Formats: CD, Téléchargement                | 2 | 4  | 8 | 2 | 5 | 2  | 7  | 8 | 5 | 2  | - R-U: Platine | - Monde: 3 000 000  |
| All I Ever Wanted                                                       | - Sortie: 10 mars 2009 - Label(s): RCA, 19 Entertainement - Formats: CD, Téléchargement                | 1 | 2  | 4 | 2 | 4 | 4  | 6  | 6 | 7 | 3  | - R-U: Or      | - Monde: 5 000 000  |
| "—" indique que l'album ne s'est pas classé dans les charts de ce pays. | |   |    |   |   |   |    |    |   |   |    |                |                     |

#### Années 2010
| Titre           | Détails                                                                                    | Classement dans les charts | Classement dans les charts | Classement dans les charts | Classement dans les charts | Classement dans les charts | Classement dans les charts | Classement dans les charts | Classement dans les charts | Classement dans les charts | Classement dans les charts | Certifications | Ventes             |
| Titre           | Détails                                                                                    | É-U                        | AUS                        | AUT                        | CAN                        | ALL                        | IRL                        | P-B                        | N-Z                        | SUI                        | R-U                        | Certifications | Ventes             |
| --------------- | ------------------------------------------------------------------------------------------ | -------------------------- | -------------------------- | -------------------------- | -------------------------- | -------------------------- | -------------------------- | -------------------------- | -------------------------- | -------------------------- | -------------------------- | -------------- | ------------------ |
| Stronger        | - Sortie: 24 octobre 2011 - Label(s): RCA, 19 Entertainement - Formats: CD, Téléchargement | 2                          | 3                          | 20                         | 4                          | 14                         | 8                          | 16                         | 6                          | 12                         | 5                          | - R-U: Or      | - Monde: 6 000 000 |
| Wrapped in Red  | - Sortie: 25 octobre 2013 - Label(s): RCA - Formats: CD, Téléchargement                    | 3                          | 29                         | –                          | 5                          | –                          | 64                         | –                          | –                          | 97                         | 65                         | - CAN: Platine | - Monde: 2 000 000 |
| Piece by Piece  | - Sortie: 27 février 2015 - Label(s): RCA, 19 Entertainement - Formats: CD, Téléchargement | 1                          | 5                          | 27                         | 4                          | 30                         | 8                          | 18                         | 12                         | 29                         | 6                          | - R-U: Argent  | - Monde: 1 000 000 |
| Meaning of Life | - Sortie: 27 Octobre 2017 - Label(s): Atlantic - Formats: CD, Téléchargement               | 2                          | 6                          | 27                         | 4                          | 32                         | 18                         | 35                         | 21                         | 19                         | 11                         |                | - R-U: 25 000      |

## Compilation
| Greatest Hits: Chapter One                                              | - Sortie: 16 novembre 2012 - Label: RCA, 19 (#88765-42275-2) - Format: CD, CD+DVD, téléchargement | 11 | 20 | 15 | 21 | 15 | 92 | 18 | - R-U: Or | - Monde: 2 000 000 |
| "—" indique que l'album ne s'est pas classé dans les charts de ce pays. |                                                                                                   |    |    |    |    |    |    |    |           |                    |

### Extended Plays
| Titre                   | Détails                                                                                 | Classement dans les charts                      | Ventes                                          |                                                 |
| Titre                   | Détails                                                                                 | É-U                                             | Ventes                                          |                                                 |
| ----------------------- | --------------------------------------------------------------------------------------- | ----------------------------------------------- | ----------------------------------------------- | ----------------------------------------------- |
| The Smoakstack Sessions | - Sortie: 24 octobre 2011 - Label(s): RCA, 19 Entertainement - Formats: CD              | Vendu en tant qu'édition spéciale avec Stronger | Vendu en tant qu'édition spéciale avec Stronger | Vendu en tant qu'édition spéciale avec Stronger |
| iTunes Session          | - Sortie: 23 décembre 2011 - Label(s): RCA, 19 Entertainement - Formats: Téléchargement | 85                                              | - É-U: 17 000                                   |                                                 |

## Singles

### Singles officiels

#### Années 2000
| Titre | Année | Meilleure position dans les charts | Meilleure position dans les charts | Meilleure position dans les charts | Meilleure position dans les charts | Meilleure position dans les charts | Meilleure position dans les charts | Meilleure position dans les charts | Meilleure position dans les charts | Meilleure position dans les charts | Meilleure position dans les charts | Certifications                              | Ventes           | Album             |
| Titre | Année | É-U                                | AUS                                | AUT                                | CAN                                | ALL                                | IRL                                | P-B                                | NZ                                 | SUI                                | R-U                                | Certifications                              | Ventes           | Album             |
| --- | ----- | ---------------------------------- | ---------------------------------- | ---------------------------------- | ---------------------------------- | ---------------------------------- | ---------------------------------- | ---------------------------------- | ---------------------------------- | ---------------------------------- | ---------------------------------- | ------------------------------------------- | ---------------- | ----------------- |
| A Moment Like This / Before Your Love [A]                                                                         | 2002  | 1                                  | —                                  | —                                  | 1                                  | —                                  | —                                  | —                                  | —                                  | —                                  | —                                  | - CAN: 2 × Platine                          | - É-U: 1 047 000 | Thankful          |
| Miss Independent                                                                                                  | 2003  | 9                                  | 3                                  | 39                                 | —                                  | 52                                 | 11                                 | 9                                  | —                                  | 44                                 | 6                                  | - AUS: Or                                   | - É-U: 759 000   | Thankful          |
| Low | 2003  | 58                                 | 11                                 | —                                  | 2                                  | —                                  | —                                  | —                                  | —                                  | —                                  | 35                                 | - AUS: Or                                   |                  | Thankful          |
| The Trouble With Love Is [B]                                                                                      | 2003  | —                                  | 11                                 | —                                  | 25                                 | 42                                 | —                                  | 32                                 | —                                  | 62                                 | 35                                 | - AUS: Or                                   |                  | Thankful          |
| Breakaway | 2004  | 6                                  | 10                                 | 8                                  | 3                                  | 13                                 | 9                                  | 9                                  | 12                                 | 14                                 | 22                                 | - CAN: Or                                   | - É-U: 1 733 000 | Breakaway         |
| Since U Been Gone                                                                                                 | 2004  | 2                                  | 3                                  | 3                                  | 1                                  | 6                                  | 4                                  | 4                                  | 11                                 | 7                                  | 5                                  | - AUS: Platine - CAN: Platine - R-U: Argent | - É-U: 2 487 000 | Breakaway         |
| Behind These Hazel Eyes                                                                                           | 2005  | 6                                  | 6                                  | 9                                  | 4                                  | 16                                 | 7                                  | 7                                  | 7                                  | 20                                 | 9                                  | - CAN: Platine                              | - É-U: 1 310 000 | Breakaway         |
| Because of You | 2005  | 7                                  | 4                                  | 3                                  | 2                                  | 4                                  | 5                                  | 1                                  | 19                                 | 1                                  | 7                                  | - R-U: Or                                   | - É-U: 1 698 000 | Breakaway         |
| Walk Away | 2006  | 12                                 | 27                                 | 29                                 | 7                                  | 30                                 | 10                                 | —                                  | 19                                 | 58                                 | 21                                 | - CAN: Or                                   | - É-U: 1 094 000 | Breakaway         |
| Never Again | 2007  | 8                                  | 5                                  | 36                                 | 8                                  | 19                                 | 11                                 | 23                                 | 20                                 | 27                                 | 9                                  | - CAN: Or                                   | - É-U: 1 106 000 | My December       |
| Sober | 2007  | 110                                | —                                  | —                                  | —                                  | —                                  | —                                  | —                                  | —                                  | —                                  | —                                  |                                             | - É-U: 113 000   | My December       |
| One Minute [C] | 2007  | —                                  | 36                                 | —                                  | —                                  | —                                  | —                                  | —                                  | —                                  | —                                  | —                                  |                                             |                  | My December       |
| Don't Waste Your Time                                                                                             | 2007  | —                                  | —                                  | —                                  | —                                  | 93                                 | —                                  | —                                  | —                                  | —                                  | —                                  |                                             |                  | My December       |
| My Life Would Suck Without You                                                                                    | 2009  | 1                                  | 5                                  | 6                                  | 1                                  | 6                                  | 4                                  | 3                                  | 11                                 | 5                                  | 1                                  | - R-U: Argent                               | - R-U: 365 720   | All I Ever Wanted |
| I Do Not Hook Up                                                                                                  | 2009  | 20                                 | 9                                  | 68                                 | 13                                 | 55                                 | 30                                 | 19                                 | 31                                 | —                                  | 36                                 | - CAN: Or                                   | - É-U: 690 000   | All I Ever Wanted |
| Already Gone | 2009  | 13                                 | 12                                 | 37                                 | 15                                 | 23                                 | —                                  | 78                                 | 23                                 | 15                                 | 66                                 | - CAN: Or                                   | - É-U: 1 766 000 | All I Ever Wanted |
| "—" indique que le single n'a pas été sorti dans ce pays ou qu'il n'est pas classé dans les charts de ce dernier. |       |                                    |                                    |                                    |                                    |                                    |                                    |                                    |                                    |                                    |                                    |                                             |                  |                   |

#### Années 2010
| Titre | Année | Meilleure position dans les charts | Meilleure position dans les charts | Meilleure position dans les charts | Meilleure position dans les charts | Meilleure position dans les charts | Meilleure position dans les charts | Meilleure position dans les charts | Meilleure position dans les charts | Meilleure position dans les charts | Meilleure position dans les charts | Certifications | Ventes           | Album                       |
| Titre | Année | É-U                                | AUS                                | AUT                                | CAN                                | ALL                                | IRL                                | P-B                                | NZ                                 | SUI                                | R-U                                | Certifications | Ventes           | Album                       |
| --- | ----- | ---------------------------------- | ---------------------------------- | ---------------------------------- | ---------------------------------- | ---------------------------------- | ---------------------------------- | ---------------------------------- | ---------------------------------- | ---------------------------------- | ---------------------------------- | -------------- | ---------------- | --------------------------- |
| All I Ever Wanted [D]                                                                                             | 2010  | 96                                 | —                                  | —                                  | —                                  | —                                  | —                                  | —                                  | —                                  | —                                  | —                                  |                | - É-U: 129 000   | All I Ever Wanted           |
| Mr. Know It All                                                                                                   | 2011  | 10                                 | 1                                  | 26                                 | 11                                 | 18                                 | 14                                 | —                                  | 8                                  | 22                                 | 4                                  | - R-U: Argent  | - É-U: 1 610 000 | Stronger                    |
| Stronger (What Doesn't Kill You)                                                                                  | 2012  | 1                                  | 18                                 | 6                                  | 3                                  | 27                                 | 4                                  | —                                  | 4                                  | 18                                 | 8                                  | - R-U: Or      | - R-U: 365 272   | Stronger                    |
| Dark Side | 2012  | 42                                 | 72                                 | —                                  | 26                                 | 82                                 | 42                                 | —                                  | —                                  | —                                  | 40                                 |                | - É-U: 519 000   | Stronger                    |
| Catch My Breath                                                                                                   | 2012  | 19                                 | 40                                 | 67                                 | 22                                 | 89                                 | 88                                 | —                                  | —                                  | —                                  | 51                                 |                |                  | Greatest Hits – Chapter One |
| People Like Us | 2013  | 65                                 | 46                                 | —                                  | 28                                 | —                                  | —                                  | —                                  | 25                                 | —                                  | 188                                |                |                  | Greatest Hits – Chapter One |
| Tie It Up | 2013  | —                                  | —                                  | —                                  | 79                                 | —                                  | —                                  | —                                  | —                                  | —                                  | —                                  |                |                  | N/A                         |
| Underneath the Tree                                                                                               | 2013  | 78                                 | —                                  | 68                                 | 28                                 | —                                  | —                                  | 25                                 | —                                  | —                                  | 30                                 |                |                  | Wrapped in Red              |
| Wrapped in Red | 2014  | —                                  | —                                  | —                                  | —                                  | —                                  | —                                  | —                                  | —                                  | —                                  | —                                  |                |                  | Wrapped in Red              |
| Heartbeat Song (en)                                                                                               | 2015  | 21                                 | 29                                 | 8                                  | 23                                 | 16                                 | 23                                 | —                                  | 21                                 | 24                                 | 7                                  | - R-U: Argent  |                  | Piece by Piece              |
| Invincible | 2015  | —                                  | —                                  | —                                  | —                                  | —                                  | —                                  | —                                  | —                                  | —                                  | 141                                |                |                  | Piece by Piece              |
| Piece by Piece | 2015  | 8                                  | 24                                 | —                                  | 17                                 | —                                  | —                                  | —                                  | —                                  | —                                  | 95                                 |                |                  | Piece by Piece              |
| Love So Soft | 2017  | 47                                 | 88                                 | —                                  | 73                                 | —                                  | —                                  | —                                  | —                                  | —                                  | 81                                 |                |                  | Meaning of Life             |
| Christmas Eve | 2017  | —                                  | —                                  | 72                                 | —                                  | 64                                 | —                                  | —                                  | —                                  | —                                  | —                                  |                |                  | N/A                         |
| I Don't Think About You                                                                                           | 2018  | —                                  | —                                  | —                                  | —                                  | —                                  | —                                  | —                                  | —                                  | —                                  | —                                  |                |                  | Meaning of Life             |
| Heat | 2018  | —                                  | —                                  | —                                  | —                                  | —                                  | —                                  | —                                  | —                                  | —                                  | —                                  |                |                  | Meaning of Life             |
| "—" indique que le single n'a pas été sorti dans ce pays ou qu'il n'est pas classé dans les charts de ce dernier. |       |                                    |                                    |                                    |                                    |                                    |                                    |                                    |                                    |                                    |                                    |                |                  |                             |

- A:  Before Your Love est sorti sous le même CD que A Moment Like This.
- B:  The Trouble With love Is est sorti uniquement en tant que single au Canada et aux États-Unis.
- C:  One Minute est sorti uniquement en tant que single en Australie.
- D:  All I Ever Wanted est sorti uniquement en tant que single au Canada et aux États-Unis.

### Singles promotionnels
| Up to the Mountain (avec Jeff Beck)                                       | 2007 | 56 | — |  | Idol Gives Back |
| I'll Be Home For Christmas                                                | 2011 | 93 | — |  | iTunes Session  |
| "—" indique que le single ne s'est pas classé dans les charts de ce pays. |      |    |   |  |                 |

### Collaborations
| Because of You (avec Reba McEntire)                                       | 2007 | 50 | 36 |                    |                  | Reba: Duets                                |
| Don't You Wanna Stay (avec Jason Aldean)                                  | 2011 | 31 | 35 | - É-U: 2 × Platine | - É-U: 2 163 000 | My Kinda Party / Stronger (édition deluxe) |
| "—" indique que le single ne s'est pas classé dans les charts de ce pays. |      |    |    |                    |                  |                                            |

### Autres chansons
| If I Can't Have You                                                       | 2009 | 118 | —   | All I Ever Wanted |
| Beautiful Disaster                                                        | 2011 | —   | 124 | Thankful          |
| Cry                                                                       | 2012 | —   | 199 | All I Ever Wanted |
| "—" indique que le single ne s'est pas classé dans les charts de ce pays. |      |     |     |                   |

### Autres apparences
Ces chansons ont été sorties sous des albums qui ne sont pas de Kelly Clarkson.
| Chanson                                 | Année | Album                                 |
| --------------------------------------- | ----- | ------------------------------------- |
| (You Make Me Feel Like) A Natural Woman | 2002  | American Idol: Greatest Moments       |
| Minuit, chrétiens                       | 2003  | American Idol: Great Holiday Classics |
| My Grown Up Christmas List              | 2003  | American Idol: Great Holiday Classics |
| Timeless (avec Justin Guarini)          | 2003  | Justin Guarini                        |
| Respect                                 | 2004  | Ella au pays enchanté (soundtrack)    |
| Trying to Help You Out (choriste)       | 2010  | Hearts on Parade                      |

## Albums vidéo
| Année | Titre                                                                                          | Certifications |
| ----- | ---------------------------------------------------------------------------------------------- | -------------- |
| 2003  | Miss Independent - Sortie: 23 octobre 2003 - Label: RCA Records/19 Entertainment - Format: DVD | - É-U: Or      |
| 2005  | Behind Hazel Eyes - Sortie: 29 mars 2005 - Label: StudioWorks/19 Entertainment - Format: DVD   |                |

## Clips Vidéo
| Clip                                                    | Année        | Producteur(s)   | Album             | Lien    |
| ------------------------------------------------------- | ------------ | --------------- | ----------------- | ------- |
| A Moment Like This                                      | 2002         | Antti Jokinen   | Thankful          | YouTube |
| Before Your Love                                        | 2002         | Antti Jokinen   | Thankful          | YouTube |
| Miss Independent                                        | 2003         | Liz Friedlander | Thankful          | YouTube |
| Low                                                     | 2003         | Antti Jokinen   | Thankful          | YouTube |
| The Trouble With Love Is                                | 2003         | Bryan Barber    | Thankful          | YouTube |
| Breakaway                                               | 2004         | Dave Meyers     | Breakaway         | YouTube |
| Since U Been Gone                                       | 2004         | Alex DeRakoff   | Breakaway         | YouTube |
| Behind These Hazel Eyes                                 | 2005         | Joseph Kahn     | Breakaway         | YouTube |
| Because of You                                          | 2005         | Vadim Perelman  | Breakaway         | YouTube |
| Walk Away                                               | 2006         | Joseph Kahn     | Breakaway         | YouTube |
| Go                                                      | 2006         |                 |                   | YouTube |
| Never Again                                             | 2007         | Joseph Kahn     | My December       | YouTube |
| Because of You (Reba McEntire avec Kelly Clarkson)      | 2007         | Roman White     | Reba: Duets       | YouTube |
| One Minute                                              | 2007         | Live Footage    | My December       |         |
| Don't Waste Your Time                                   | 2007         | Roman White     | My December       | YouTube |
| My Life Would Suck Without You                          | 2009         | Wayne Isham     | All I Ever Wanted | YouTube |
| I Do Not Hook Up                                        | 2009         | Bryan Barber    | All I Ever Wanted | YouTube |
| Already Gone                                            | 2009         | Joseph Kahn     | All I Ever Wanted | YouTube |
| Don't You Wanna Stay (Jason Aldean avec Kelly Clarkson) | 2010         | Paul Miller     | My Kinda Party    | YouTube |
| Mr. Know It All                                         | 2011         | Justin Francis  | Stronger          | YouTube |
| Stronger (What Doesn't Kill You)                        | 2011         | Shane Drake     | Stronger          | YouTube |
| Dark Side                                               | 2012         | Shane Drake     | Stronger          | YouTube |
| Catch My Breath                                         | Bryan Barber | YouTube         |                   |         |